# Bent Mejding
Bent Mejding (Vor Frue bij Svendborg, 14 januari 1937 – 12 november 2024) was een Deens acteur, regisseur en theaterdirecteur. Hij werd geboren als Bent Jensen, maar omdat die achternaam te vaak voorkwam, ging de familie over op Mejding.  

## Levensloop
Mejding speelde al toneel sinds zijn vijftiende. Hij maakte zijn school niet af en ging bij een likeurfabriek werken om voor de handel te worden opgeleid. Daarnaast volgde hij diverse theateropleidingen, waaronder van 1957 tot 1959 de toneelschool van Det Ny Teater in Kopenhagen. Al in 1958 debuteerde hij als acteur in het Folketeater in 30 års henstand. In 1959 richtte hij met zijn echtgenote, de actrice Susanne Theil, het Ungdommens Teater op, waar in 1961 zijn eerste regie werd opgevoerd. Hij behield er de leiding tot 1980. In 1965 en 1966 was hij ook hoofd van het Gladsaxe Teater. Van 1991 tot 1996 was hij mededirecteur van Det Ny Teater en voorkwam hij dat dit gesloten werd. 
Hij gold als een vooraanstaand Deens acteur, die veel rollen heeft gespeeld op het toneel en in films en tv-series. Hij werd in 1985 en in 2007 bekroond met de Robert-filmprijs voor beste mannelijke bijrol. Zijn doorbraak bij het televisiekijkend publiek in Denemarken kwam door zijn rol als de weinig serieuze advocaat Jørgen Varnæs in de familiekroniek Matador (1978-1981). Internationaal is hij onder meer bekend als een wrokkige oud-predikant in de Dogma 95-film Italiensk for begyndere (2000) en als de geslepen burgemeester Poul Bremer in Forbrydelsen (The Killing I) (2007). Ook speelde hij een dirigent in een Deense en een Noorse Olsenbanden-film (1976) en had hij, net als zijn Matador-collega Helle Virkner, een cameo in Blinkende lygter (2000).  
Bent Mejding was van 1961 tot 1972 getrouwd met de actrice Susanne Beathe Rosenkrantz Theil-Jensen, met wie hij twee kinderen kreeg. Op 21 mei 1983 trouwde hij op Hawaï met de actrice Susse Wold. Ook zij speelde in Matador en samen stonden ze op het toneel in een recordaantal van 274 opvoeringen van Privatliv (Private Lives) van Noël Coward.
Mejding overleed in november 2024 op 87-jarige leeftijd aan de gevolgen van een longontsteking.

## Films
- Mor skal giftes (1958)
- Gøngehøvdingen (1961)
- Reptilicus (1961)
- Lykkens musikanter, (1962)
- Frøken April (1963)
- Mor bag rattet (1965)
- Tintomora (1970)
- Kun sandheden (1975)
- Olsen-banden ser rødt (1976)

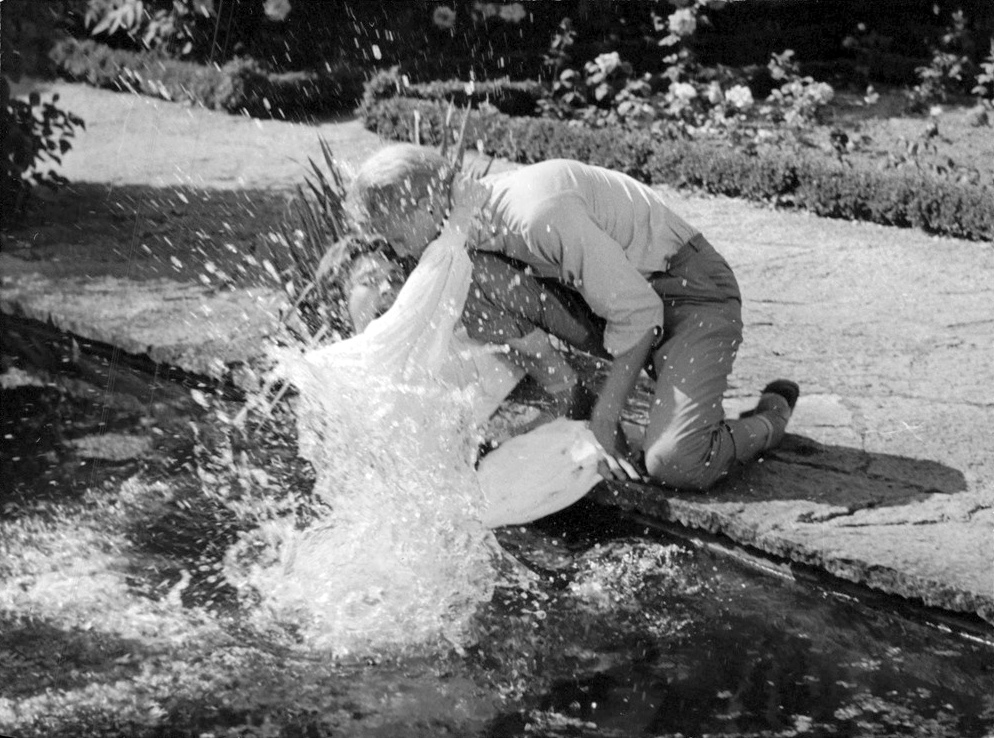
Mejding met Helle Virkner in zijn eerste film Mor skal giftes (1958)

- Olsenbanden for full musikk (1976)
- Attentat (1980)
- Kurt og Valde (1983)
- Tro, håb og kærlighed (1984)
- Drengene fra Sankt Petri (1991)
- Italiensk for begyndere (2000)
- Blinkende lygter (2000)
- Ulvepigen Tinke  (2002)
- Brødre  (2004)
- Drømmen (2006)
- Kærlighed på film (2007)
- Daisy Diamond (2007)
- Storm (2009)
- En kongelig affære (2012)
- Skytten (2013)
- Antboy 3 (2016)

## Tv-series
- Fiskerne (1977)
- Matador (1978-1981), afl. 1-23
- Een stor familie (1982)
- Gøngehøvdingen (1992)
- TAXA (1997), 3 episodes in 2008
- Edderkoppen (The Spider) (2000)
- Rejseholdet (Unit One) (2003-2004), afl. 31 en 32
- Forbrydelsen (The Killing) (2007)
- Lykke (2011)
- 1864 (2014)